# ريوس
ريوس (بالإسبانية: Reus)‏ وهي مدينة تقع شرق إسبانيا في إقليم كتلونيا في مقاطعة طراغونة يبلغ عدد سكان هذه المدينة 106,709 نسمة.

## المناخ
يظهر الجدول التالي التغييرات المناخية على مدار السنة لريوس:
| البيانات المناخية لـريوس                | البيانات المناخية لـريوس | البيانات المناخية لـريوس | البيانات المناخية لـريوس | البيانات المناخية لـريوس | البيانات المناخية لـريوس | البيانات المناخية لـريوس | البيانات المناخية لـريوس | البيانات المناخية لـريوس | البيانات المناخية لـريوس | البيانات المناخية لـريوس | البيانات المناخية لـريوس | البيانات المناخية لـريوس | البيانات المناخية لـريوس |
| الشهر                                   | يناير                    | فبراير                   | مارس                     | أبريل                    | مايو                     | يونيو                    | يوليو                    | أغسطس                    | سبتمبر                   | أكتوبر                   | نوفمبر                   | ديسمبر                   | المعدل السنوي            |
| --------------------------------------- | ------------------------ | ------------------------ | ------------------------ | ------------------------ | ------------------------ | ------------------------ | ------------------------ | ------------------------ | ------------------------ | ------------------------ | ------------------------ | ------------------------ | ------------------------ |
| الدرجة القصوى °م (°ف)                   | 24.2 (75.6)              | 25.0 (77.0)              | 27.7 (81.9)              | 30.2 (86.4)              | 32.8 (91.0)              | 36.8 (98.2)              | 37.4 (99.3)              | 38.0 (100.4)             | 33.8 (92.8)              | 32.5 (90.5)              | 28.8 (83.8)              | 22.6 (72.7)              | 38.0 (100.4)             |
| متوسط درجة الحرارة الكبرى °م (°ف)       | 14.1 (57.4)              | 14.9 (58.8)              | 17.1 (62.8)              | 19.0 (66.2)              | 22.2 (72.0)              | 26.3 (79.3)              | 29.3 (84.7)              | 29.4 (84.9)              | 26.3 (79.3)              | 22.3 (72.1)              | 17.5 (63.5)              | 14.6 (58.3)              | 21.1 (70.0)              |
| المتوسط اليومي °م (°ف)                  | 9.0 (48.2)               | 9.7 (49.5)               | 11.9 (53.4)              | 13.8 (56.8)              | 17.2 (63.0)              | 21.2 (70.2)              | 24.2 (75.6)              | 24.6 (76.3)              | 21.5 (70.7)              | 17.5 (63.5)              | 12.6 (54.7)              | 9.7 (49.5)               | 16.1 (61.0)              |
| متوسط درجة الحرارة الصغرى °م (°ف)       | 3.9 (39.0)               | 4.5 (40.1)               | 6.6 (43.9)               | 8.6 (47.5)               | 12.1 (53.8)              | 16.1 (61.0)              | 19.1 (66.4)              | 19.7 (67.5)              | 16.6 (61.9)              | 12.7 (54.9)              | 7.6 (45.7)               | 4.7 (40.5)               | 11.1 (52.0)              |
| أدنى درجة حرارة °م (°ف)                 | −7.6 (18.3)              | −8.0 (17.6)              | −5.4 (22.3)              | 1.0 (33.8)               | 3.6 (38.5)               | 7.4 (45.3)               | 10.5 (50.9)              | 10.8 (51.4)              | 5.5 (41.9)               | 0.2 (32.4)               | −4.0 (24.8)              | −7.5 (18.5)              | −8.0 (17.6)              |
| الهطول مم (إنش)                         | 29 (1.1)                 | 28 (1.1)                 | 28 (1.1)                 | 37 (1.5)                 | 54 (2.1)                 | 25 (1.0)                 | 15 (0.6)                 | 42 (1.7)                 | 77 (3.0)                 | 75 (3.0)                 | 53 (2.1)                 | 36 (1.4)                 | 500 (19.7)               |
| متوسط أيام هطول الأمطار (≥ 1 mm)        | 4                        | 4                        | 4                        | 5                        | 5                        | 3                        | 2                        | 4                        | 5                        | 6                        | 4                        | 4                        | 50                       |
| ساعات سطوع الشمس الشهرية                | 157                      | 162                      | 197                      | 222                      | 251                      | 274                      | 306                      | 265                      | 209                      | 182                      | 157                      | 145                      | 2٬527                    |
| المصدر: Agencia Estatal de Meteorología |                          |                          |                          |                          |                          |                          |                          |                          |                          |                          |                          |                          |                          |

## توأمة
لريوس اتفاقيات توأمة مع كل من:
- باهيا بلانكا
- Hadžići [الإنجليزية]‏
- أسترقة
- أمكالة
- Boyeros [الإنجليزية]‏
- غانديا
- بريف لا غايلارد

## أعلام
- سيرجي روبيرتو
- ماريانو فورتوني
- خوسيه خونكوسا
- أنطوني غاودي
- لوسيان كونتر
- جوزيب سيغور
- ماريا أنطونيا باريس
- خوان بريم
- إيساك كوينكا